# Michael Thürnau

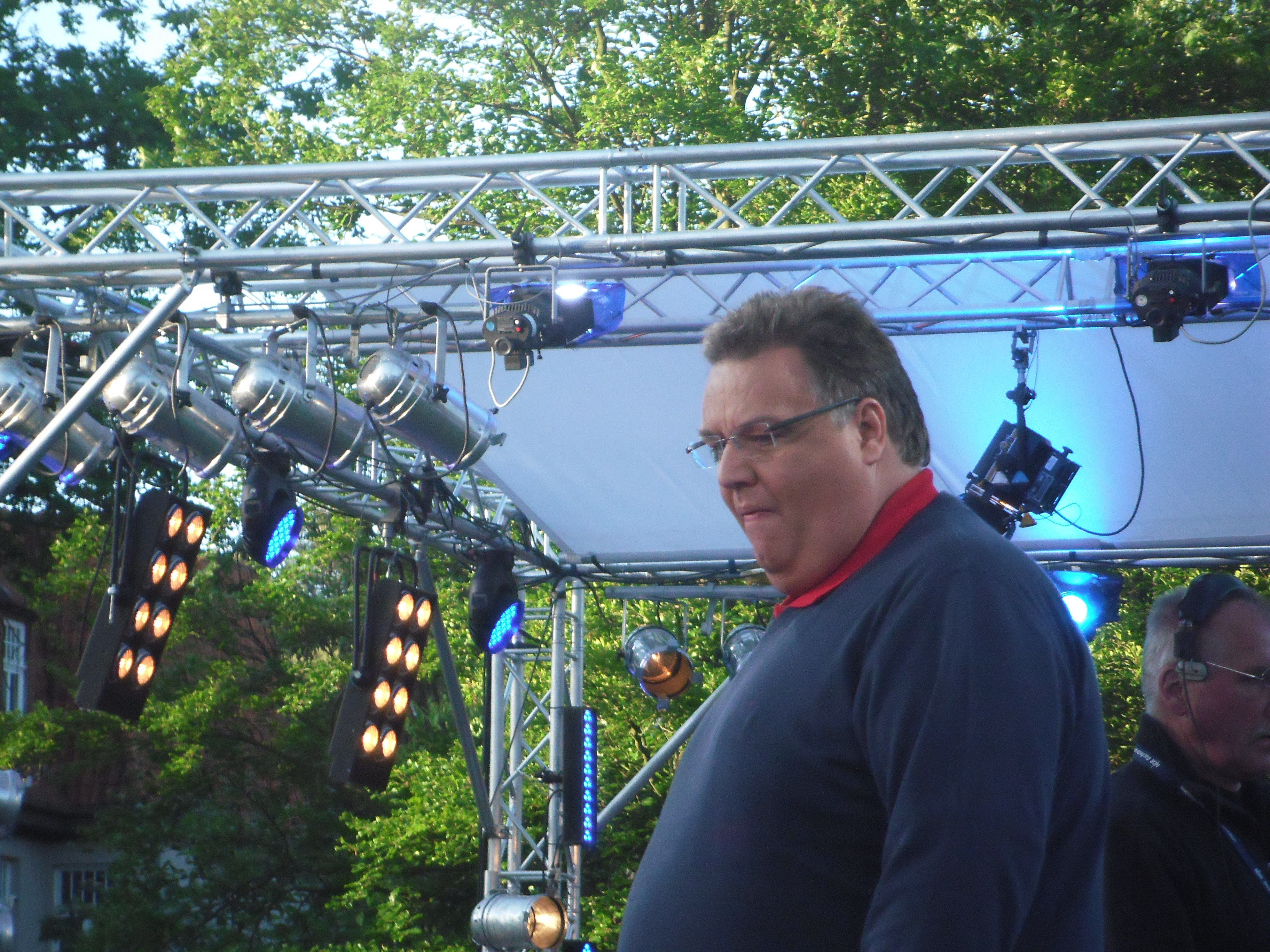
Michael Thürnau 2010

Michael Thürnau (* 23. Juli 1963 in Langenhagen) ist ein deutscher Fernseh- und Hörfunkmoderator, Entertainer, Conférencier und Buchautor.

## Leben

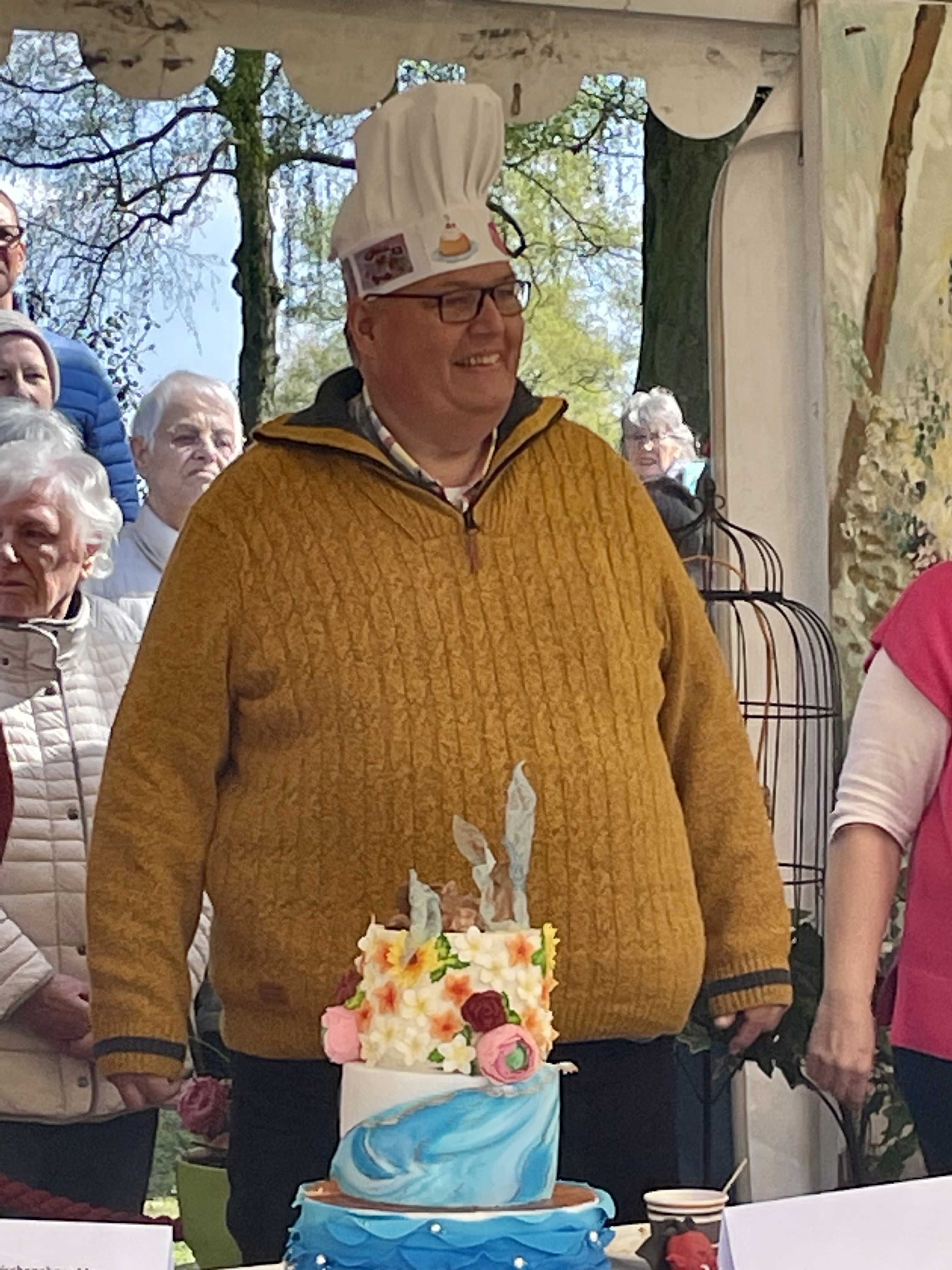
Michael Thürnau (2023)

Thürnau besuchte die Lutherschule Hannover.
Fernsehzuschauern ist er bekannt als „Bingobär“: In der Lotteriesendung BINGO! tritt Thürnau seit 1997 wöchentlich als Moderator und Glücksbringer im NDR Fernsehen auf. Weitere Fernsehsendungen waren unter anderem ab Januar 2005 Thürnaus Fett-Weg-Show und darauf folgend ab Februar 2006 Leicht & Lecker. Sein Spitzname „Bingobär“ geht auf Stefan Raab zurück. Im Hörfunkprogramm NDR 1 Niedersachsen ist Michael Thürnau einer der beliebtesten Moderatoren. Dort moderiert er seit Anfang der 90er Jahre, meist die Vormittagssendung. Seit 2021 moderiert Thürnau nur noch gelegentlich bei NDR 1 Niedersachsen, meistens ist er im Programm NDR Schlager, das im selben Funkhaus produziert wird, zu hören.
Thürnau ist auch bekannt als Bühnen-Entertainer bei zahlreichen Volksmusik- und Schlagertourneen wie Traummelodien der Volksmusik und Das große Wunschkonzert der Volksmusik. Außerdem präsentiert er Kochshows. Ab Dezember 2009 moderierte Thürnau zusammen mit Sandra Eckardt die Schaubude.
2015 hatte er einen Gastauftritt als Sportlehrer im Trashfilm Kartoffelsalat – Nicht fragen!
Im September 2017 und Januar 2021 war er Gast bei Wer weiß denn sowas?
Thürnau war verheiratet und hat einen Sohn aus dieser Ehe. Thürnau lebt mit seiner Freundin am Zwischenahner Meer. Er ist Fan des FC Bayern München.

## Schriften
- Das große Lexikon der Volksmusik. Autor: Horst Grewer, Jung, Kiel 1996, ISBN 3-929596-31-8.
- Mir schmeckt’s. Landbuch, Hannover 1998, ISBN 3-7842-0570-4.
- mit Lutz Ackermann: Platt mit Michael und Lutz. CD-Produktion, Verlag Ganser und Hanke, Hamburg 2002.
- Thürnaus Tolle Torten. Landbuch, Hannover 2003, ISBN 3-7842-0668-9.
- mit Jan Liffers: Ich krieg mein Fett weg. Das Kochbuch zur „FettWegShow“. Landbuch, Hannover 2005, ISBN 3-7842-0650-6.
- mit Lutz Ackermann: Witze. Hanseatische Edition, Hamburg 2007, ISBN 3-935392-08-7.
- mit Holger Oestmann: So schmeckt’s. BBT, Bad Zwischenahn 2011, ohne ISBN (Selbstverlag).
- Meine private Witzekladde. Hinstorff-Verlag, Hannover 2012, ISBN 978-3-356-01525-6.